# Identified
Albums de Vanessa Hudgens
V
(2006)
Identified est le deuxième album de Vanessa Hudgens. L'album est sorti sous le label Hollywood Records le 1er juillet 2008 aux États-Unis, le 24 juin au Japon et le 16 février 2009 en France et au Royaume-Uni. Identified a reçu des critiques plutôt positives. Le New York Times a donné à l'album une critique positive, en disant que la chanson Gone with the Wind comme meilleure performance vocale de Vanessa Hudgens.

## Singles
Sneakernight est le premier single à être sorti sur Radio Disney le 11 avril 2008, suivi par la sortie du clip vidéo le 13 juin 2008. Même si elle n'a pas réussi à rester dans le Hot 100 pendant de longues semaines contrairement à ses deux derniers singles, Come Back to Me et Say OK, contrairement au top 10 hit où elle est restée 9 semaines. Son clip a été utilisé comme une promotion pour les chaussures de sport de Eckō. Elle a aussi chanté Never Underestimate a Girl et Don't just go back arrive dont elle a aussi tourné le clip.

## Critique
Identified a reçu un accueil généralement favorable. Billboard a dit que l'album "était de la bonne pop surtout les titres Amazed et Hook It Up. Mais pour les petites filles, c'est à chanter tout le temps. Le New York Times a dit qu'« une poignée de chansons comme cela aurait suffi pour aider à mûrir son image, et pourtant, Identified est de loin plus intéressant et inattendu ». Entertainment Weekly a déclaré que « Identified, son deuxième CD, tient son caractère de HSM en faveur de la douceur des danses et les rythmes sensuels des chansons tout en stoppant le scandale des photos personnelles de Vanessa sorties sur le net ». Rolling Stone ont dit que Vanessa petite fille qui a pris un mauvais virage et s'est retrouvée dans T-Pain's Fun House.

## Liste des pistes
| #  | Titre                       | Écrivains et producteurs                                                 | Invités    | Durée |
| -- | --------------------------- | ------------------------------------------------------------------------ | ---------- | ----- |
| 1  | Last Night                  | S. Nymoen, S. Jacoby                                                     |            | 3:10  |
| 2  | Identified                  | L. Gottwald, C. Dennis, M. Martin                                        |            | 3:21  |
| 3  | First Bad Habit             | L. Gottwald, C. Dennis                                                   |            | 3:02  |
| 4  | Hook It Up                  | A. Armato, T. James, D. Karaoglu                                         | Rock Mafia | 2:52  |
| 5  | Don't Ask Why               | L. Gottwald, C. Dennis, B. Dozier                                        |            | 3:10  |
| 6  | Sneakernight                | S. Nymoen, Jonathan "JR" Rotem                                           |            | 2:59  |
| 7  | Amazed                      | L. Gottwald, C. Dennis, B. Levin, N. Kirkland                            | Lil Mama   | 2:59  |
| 8  | Don't Leave                 | A. Armato, T. James, J. McCartney                                        |            | 3:08  |
| 9  | Paper Cut                   | Johnny Vieira                                                            |            | 2:48  |
| 10 | Party on the Moon           | C. Rojas, N. Atweh, A. Messinger                                         |            | 3:50  |
| 11 | Did It Ever Cross Your Mind | Johnny Vieira                                                            |            | 3:10  |
| 12 | Gone with the Wind          | M. Yourself, K. DioGuardi, W. Afanasieff, E. Kiriakou, Z. Bey, B. Howard |            | 3:28  |

### Titres bonus
Édition allemande et japonaise
| #   | Titre chanson | Les écrivains et les producteurs                       | Les invités  | Durée |
| --- | ------------- | ------------------------------------------------------ | ------------ | ----- |
| 13. | Set It Off    | Klas Åhlund; Lukasz "Doctor Luke" Gottwald; Max Martin | Windy Wagner | 3:04  |
| 14. | Committed     | Antonina Armato, Tim Price                             | Rock Mafia   | 2:35  |
| 15. | Vulnerable    | Nick Scapa, Tim James, John Fasse, Antonina Armato     | Rock Mafia   | 3:11  |

iTunes Edition
| #   | Titre chanson | Les écrivains et les producteurs                   | Les Invités | Durée |
| --- | ------------- | -------------------------------------------------- | ----------- | ----- |
| 13. | Vulnerable    | Nick Scapa, Tim James, John Fasse, Antonina Armato | Rock Mafia  | 3:11  |

## Chart performance
Identified a fait ses débuts au rang n° 23 du Billboard 200 avec un total de 22 000 exemplaires vendus au cours de sa première semaine, 12 000 de moins que son premier album, V. Identified est resté 8 semaines dans le Billboard 200. Il s'est vendu à environ 45 000 exemplaires aux États-Unis.
| Chart                                  | Place |
| -------------------------------------- | ----- |
| Canadian Albums Chart                  | 37    |
| U.S. Billboard 200                     | 23    |
| ARIA Australian Hitseekers album chart | 15    |

## Historique
| Pays            | Date             | Label                             |
| --------------- | ---------------- | --------------------------------- |
| Japon           | 24 juin 2008     | Hollywood Records                 |
| États-Unis      | 1er juillet 2008 | Hollywood Records                 |
| Amérique latine | 19 juin 2008     | Hollywood Records                 |
| Brésil          | 5 août 2008      | Hollywood Records                 |
| Philippines     | 11 octobre 2008  | Hollywood Records                 |
| Australie       | 19 octobre 2008  | Hollywood Records                 |
| Taïwan          | 21 octobre 2008  | Hollywood Records/Universal Music |
| Allemagne       | 13 février 2009  | Hollywood Records/EMI Records     |
| France          | 16 février 2009  | Hollywood Records/EMI Records     |
| Royaume-Uni     | 16 février 2009  | Hollywood Records/EMI Records     |
| Pologne         |                  | Hollywood Records/EMI Records     |
| Espagne         | 17 février 2009  | Hollywood Records/EMI Records     |
| Finlande        | 18 février 2009  |                                   |

## Album personnel
Les personnes suivantes ont contribué à l'album :
- Chant - Vanessa Hudgens
- Background vocales - Vanessa Hudgens, Cathy Dennis, Kara DioGuardi, Leah Haywood, Nasri, Ashley Valentin, Rock Mafia, Christopher Rojas
- Clavier - Lukasz Gottwald, Christopher Rojas
- Bass - Jack Daley
- Guitare - Tyrone Johnson, Scott Jacoby

### Production
- Producteurs exécutifs: Jonathan "J.R." Rotem, Dr. Luke, Christopher Rojas, Emanuel Kiriakou, Devrim Karaoglu, Daniel James, Scott Jacoby, Antonina Armato, Matt Beckley
- Vocal Producers:
- Mastering: Chris Gehringer
- Mastering Assistant: Nick Banns
- Ingénieurs: Jason Recon Coons, Matty Green, Steve Hammons, Scott Jacoby, Emily Wrighy
- A&R: Jon Lind, Mio Vukovic
- Photographe: Miranda Penn Turin